# Wilhelmitenkloster Limburg

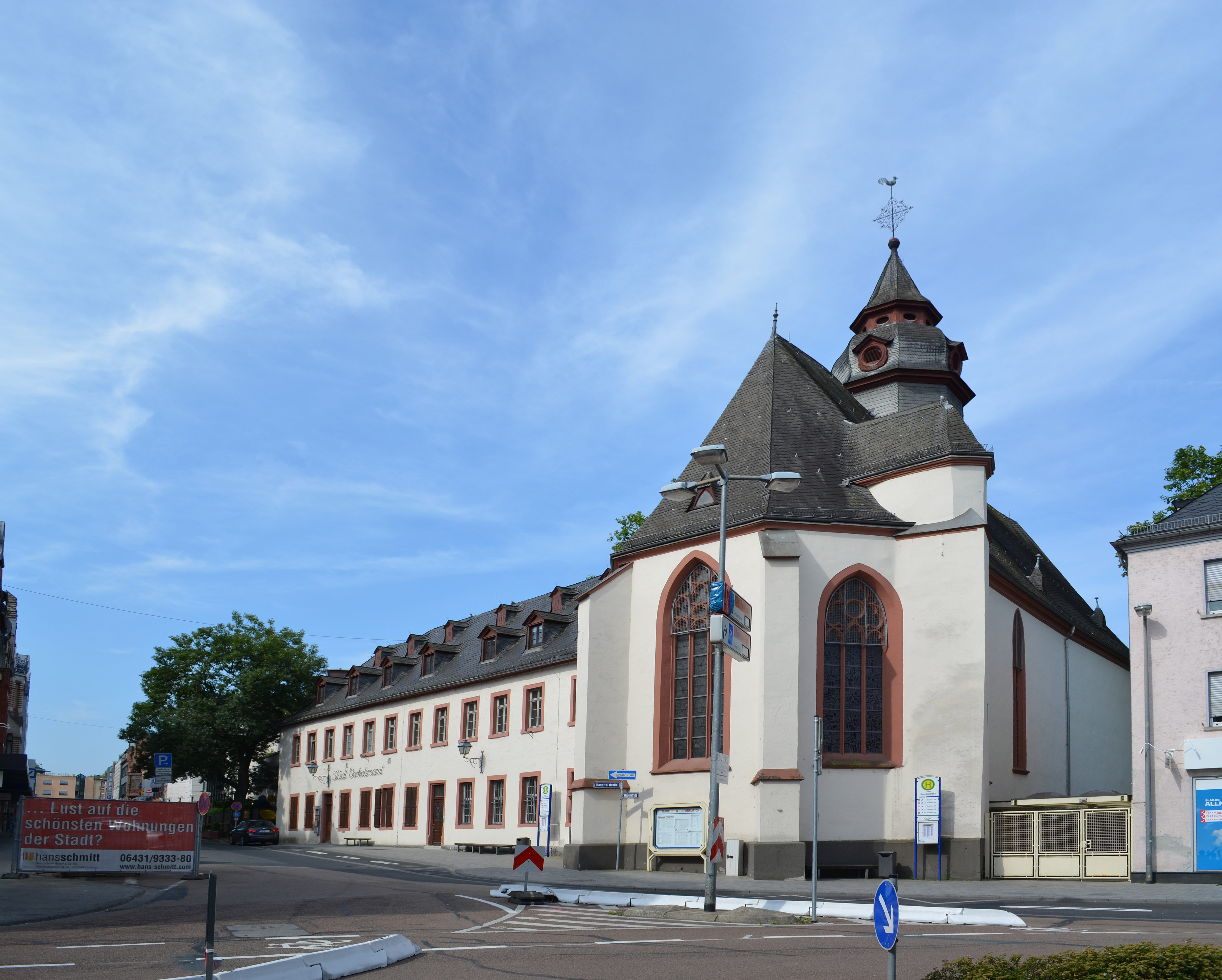
Der Chor der heutigen Annakirche war ursprünglich Bestandteil des Klosters vor dem Diezer Tor.

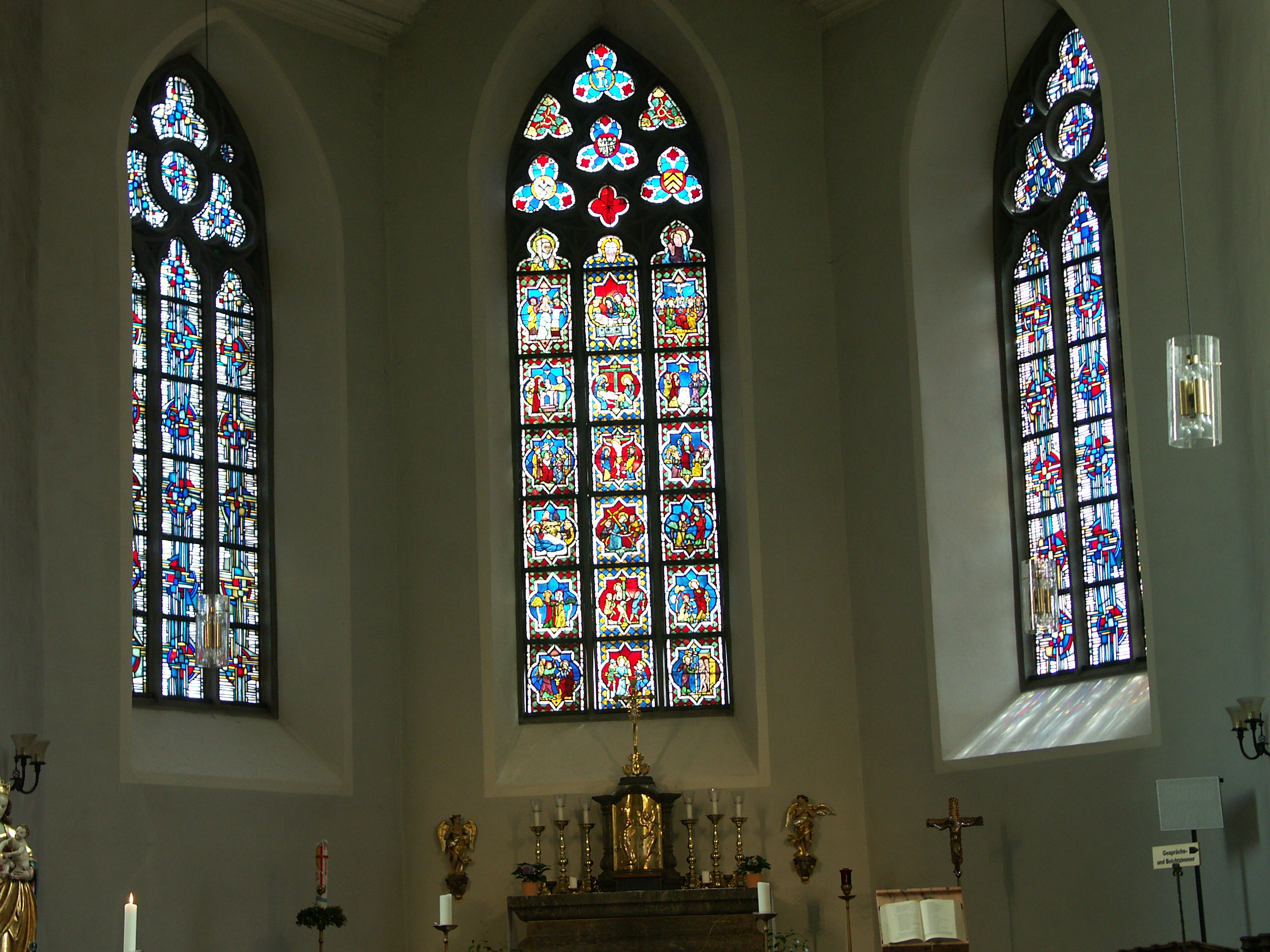
Mittelalterliche Glasfenster (mittleres Fenster) im Chor der ehemaligen Klosterkirche

Das Wilhelmitenkloster Limburg war ein Kloster des Ordens der Eremiten des Heiligen Wilhelm in Limburg an der Lahn, Hessen. Es bestand von 13. Jahrhundert bis zum Jahr 1568. Teile der Klosteranlage haben sich in der denkmalgeschützten Annakirche erhalten.

## Geschichte
Das genaue Gründungsdatum des Klosters ist unbekannt. Vermutlich kamen die Mönche auf Einladung Gerlachs I. von Limburg († 1289) in die Stadt. Erster Standort des Klosters war eine Insel in der Lahn unterhalb der heutigen Limburger Brücke. Die Ordensbrüder widmeten sich besonders der Krankenpflege und der Beherbergung durchreisender Pilger sowie der Seelsorge. Nach der Gründung des Franziskanerklosters Limburg 1232 war das Wilhelmitenkloster die zweite und letzte mittelalterliche Klostergründung in der Stadt. Die Limburger Wilhelmiten wurden in zeitgenössischen Quellen als Windsbacher Mönche bezeichnet. Der Name könnte sich vom mittlerweile verrohrten Windsbach in der Diezer Vorstadt ableiten. Alternativ wird die Herkunft des Gründungskonvents aus dem Wilhelmitenkloster Windsbach bei Bacharach als Begründung genannt.
Da die ursprüngliche Lage auf der Lahninsel durch Hochwasser gefährdet war, bemühte sich der Orden um eine Verlegung des Klosters. Im Jahr 1317 erteilte der Trierer Erzbischof Balduin von Luxemburg die Genehmigung, das Kloster zu verlegen. Die Mönche zogen daraufhin in einen Hof vor dem Diezer Tor, den sie vom Kloster Eberbach erworben hatten. Der Hof lag inmitten der unter Gerlach II. von Limburg errichteten Vorstadt. Das neue Kloster war Wilhelm von Malavalle, dem Gründer des Ordens, geweiht. Die Wilhelmskirche wurde wahrscheinlich zwischen 1320 und 1350 erbaut. Im Laufe der nächsten zwei Jahrhunderte bauten die Mönche den Hof zu einem umfangreichen Kloster mit Wirtschaftsbetrieben aus.
Die um 1350 gegründete Klause der Wilhelmitinnen bei Fachingen wurde von ihren Stifter, den Herren zu Westerburg, dem Limburger Wilhelmitenkloster unterstellt. Die Klause war von zehn Nonnen besiedelt. Im Jahr 1472 erhob Papst Sixtus IV. die Klause zum eigenständigen Wilhelmitinnenkloster Fachingen. Eine weitere Wilhelmitinnenklause bestand von 1389 bis 1564 bei Freiendiez.
Am Limburger Kloster wurde 1467 eine Sankt Jakobus Bruderschaft gegründet. Hierbei handelte es sich um eine Gebetsbruderschaft. Ihre Angehörigen waren Laien, die das Recht besaßen, in der Kirche bestattet zu werden. Im Gegenzug waren sie zum regelmäßigen Kirchenbesuch und zu mildtätigen Werken verpflichtet. Die Klosterkirche war eine Station der bis 1562 nach römischem Vorbild abgehaltenen Sieben-Kirchen-Prozession.
Im frühen 16. Jahrhundert entwickelte sich das Kloster vorübergehend zu einem lokalen Zentrum der Verehrung der heiligen Anna. Dies scheint auf den Limburger Prior Peter von Düren zurückzugehen, der die Annaverehrung aus seiner Heimatstadt Düren mitgebracht hatte, wo sie seit dem Raub des Annahaupts 1501 blühte. Im Wilhelmitenkloster Limburg soll ein, heute unbekannt verschollenes, Annareliquiar aufbewahrt worden sein. Für das Jahr 1511 ist erstmals eine Annabruderschaft am Kloster belegt. Erhalten aus dieser Zeit ist das Limburger Mirakelbuch, in dem für den Zeitraum vom 22. Juli 1511 bis zum 5. Januar 1512 insgesamt 41 Wunder aufgeführt sind, die dem Annaheiligtum zugeschrieben wurden. Vermutlich auf Grundlage dieses Protokolls erteilte Erzbischof Richard von Greiffenklau zu Vollrads 1512 einen Ablass für die Annawallfahrten zum Limburger Wilhelmitenkloster. Diese erste Phase der Annaverehrung in Limburg war jedoch nur von kurzer Dauer. Bereits 1516 wurde die Bruderschaft letztmals erwähnt. Spätestens mit der Aufhebung des Klosters geriet sie in Vergessenheit. Eine Darstellung aus dieser Phase der Anna selbdritt -Anna, Maria und Jesuskind-, geschaffen vom sogenannten Meister mit dem Brustlatz, hat sich bis heute erhalten. Erst im 18. Jahrhundert blühte die Annaverehrung in Limburg wieder auf.
Während der Reformation kam es zu einem Niedergang des Mönchswesens. Mit dem Tod von Friedrich von Dehrn, seinem letzten Prior, 1568 hörte das Kloster auf zu bestehen. Das Fachinger Tochterkloster war bereits 1564 aufgehoben worden.
Die Limburger Klosteranlage fiel an das Erzbistum Trier. Dieses übertrug sie im Tausch an die Stadt Limburg, die sie für das Heilig-Geist-Spital nutzte. Die ehemalige Klosterkirche wurde später vergrößert und der Heiligen Anna geweiht. Die mittelalterlichen Glasmalereien des Chorscheitelfensters sind bis heute erhalten. Sie wurden wahrscheinlich im letzten Drittel des 14. Jahrhunderts in Mainz für das Wilhelmitenkloster gefertigt und stellen die Lebensgeschichte Christi dar.
Die erhaltenen Reste des Klosterarchivs befinden sich heute im Hessischen Hauptstaatsarchiv.

## Prioren
Das Kloster in Limburg wurde von einem Prior geleitet.
- Konrad (um 1328)
- Johann Meler (um 1395)
- Peter von Düren (um 1511)
- Friedrich von Dehrn (um 1568)